# Erika Eklund
Erika Eklund Wilson, född 1964 i Uppsala som Erika Eklund, är en svensk illustratör och barnboksförfattare. 
Erika Eklund växte upp i Uppsala som dotter till barnboks- och läromedelsillustratören Ylva Källström-Eklund. Hon utbildade sig på linjen Grafisk Design och Illustration vid Konstfackskolan i Stockholm, med examen 1990. Hon var verksam som illustratör och grafisk formgivare fram till 2009, då hon debuterade med den första boken om hästflickan Märta, Märta börjar rida (Bonnier Carlsen). Sedan dess har det blivit ytterligare ett stort antal egenhändigt skrivna och illustrerade böcker på olika förlag, mest om hästar och livet i stallet. Parallellt gör hon illustrationer och grafisk form för läromedel.
Eklund är syster till Petter Eklund.